# Кокоячук, Владимир Алексеевич
Владимир Алексеевич Кокоячук (укр. Володимир Олексійович Кокоячук; 11 февраля 1921, Мамаевцы, Королевство Румыния (ныне Кицманского района Черновицкой области Украины) — 1 марта 1996, Львов) — украинский и советский живописец, монументалист.
В 1947 году окончил Черновицкий финансовый техникум, в 1950 году — Ужгородское государственное художественно-промышленное училище. В 1955 году — Львовский институт прикладного и декоративного искусства (теперь Львовская национальная академия искусств).
Автор масляных пейзажей («Над Прутом», «Новоселок», «Карпаты»), портретов, жанровых картин ( «На буковинской полонине»), мозаики (панно на фронтоне админздания в с. Мамаевке).
О его искусстве рассказывалось в документальном фильме режиссёров Александра Довженко и Юлии Солнцевой «Буковина — земля украинская» (1940).